# Scyllarides haanii
Scyllarides haanii är en kräftdjursart som först beskrevs av De Haan 1841.  Scyllarides haanii ingår i släktet Scyllarides och familjen Scyllaridae. IUCN kategoriserar arten globalt som livskraftig. Inga underarter finns listade i Catalogue of Life.